# Thomas de Vipont
Thomas de Vipont († 25. Oktober 1256) war ein englischer Geistlicher. Ab 1254 war er Bischof von Carlisle.
Thomas de Vipont entstammte der ursprünglich anglonormannischen Familie Viexpont aus Westmorland, einer der mächtigsten Adelsfamilien Nordwestenglands. Vipont wurde als Magister bezeichnet, was darauf schließen lässt, dass er eine höhere Schule besucht hat und bereits früh zum Geistlichen bestimmt worden war. Zu seinen Ämtern gehörte das Rektorat von Greystoke, das er wohl durch die Beziehungen seiner Familie zu den Lords of Greystoke erhalten hatte. Nach dem Tod von Silvester de Everdon, Bischof von Carlisle wünschte sich König Heinrich III. seinen Kaplan John of Skipton zum neuen Bischof. Das Kathedralkapitel von Carlisle bestand jedoch auf seine Unabhängigkeit und lehnte dessen Wahl ab. Stattdessen wählten die Kanoniker im August oder September 1254 Vipont zum neuen Bischof. Der König akzeptierte schließlich diese Wahl und übergab Vipont am 24. Dezember die Temporalien der Diözese Carlisle. Am 7. Februar 1255 wurde er von Bischof Walter of Kirkham von Durham zum Bischof geweiht.
Obwohl Vipont einer der führenden Adelsfamilien der Region entstammte, hatte er außerhalb seiner Diözese, beispielsweise zum Königshof kaum Kontakte. Aus seiner kurzen Amtszeit sind vier Urkunden erhalten, die er entweder in seinen Residenzen Bewley und Rose Castle ausgestellt hat.